# Каркунлампи
Ка́ркунла́мпи (фин. Karkunlampi) — озеро на территории Салминского сельского поселения Питкярантского района Республики Карелия.

## Общие сведения
Площадь озера — 2 км², площадь водосборного бассейна — 12,3 км². Располагается на высоте 15,0 метров над уровнем моря.
Форма озера лопастная, продолговатая: вытянуто с северо-запада на юго-восток. Берега каменисто-песчаные, местами заболоченные.
Озеро соединёно с Ладожским озером протокой Букоя (фин. Buuk'oja).
Рядом с озером расположена остановочная платформа Куркункула, расположенная на железнодорожной линии Янисъярви — Лодейное Поле, а также деревня Карку и урановое месторождение Карку.
Код объекта в государственном водном реестре — 01040300211102000014312.